# Per G. Norseng
Per Gudbrand Norseng (geb. 6. Oktober 1951 in Oslo) ist ein norwegischer Historiker, Professor an der Universität Südostnorwegens (USN) und Forschungskoordinator des Norsk Maritimt Museum sowie des Norsk Folkemuseum.

## Biographie
Norseng studierte an der Universität Oslo Geschichte mit den Nebenfächern Russisch und Soziologie und schloss das Studium 1983 mit dem Abschluss eines Candidatus philologiæ (cand. philol.) ab. Nach Tätigkeiten an verschiedenen norwegischen Universitäten begann er, im Museumsbereich zu arbeiten und zwar zunächst im Follo Museum und dem Berg-Kragerø Museum. Von 2007 bis 2010 war Norseng Leitender Kurator und in den Jahren 2010 und 2011 Direktor des Norwegischen Schifffahrtsmuseums. Nach einer kürzeren Tätigkeit als Leiter des Instituts für Kultur- und Humanwissenschaften der Hochschule Telemark kehrte er 2013 an das Schifffahrtsmuseum zurück, um jetzt neben der Tätigkeit als Kurator, die Koordination der Forschungsarbeiten des Hauses zu übernehmen. Seit der organisatorischen Fusion des inzwischen in Maritimt Museum unbenannten Schifffahrtsmuseums mit dem Norsk Folkemuseum ist Norseng Forschungskoordinator beider Häuser. Seit 2014 ist er zudem Professor an der aus der Hochschule Telemark, der Hochschule Vestfold und der Hochschule Buskerud entstandenen Universität Südost-Norwegen (USN).

## Forschungsschwerpunkte
Norsengs wissenschaftliche Arbeitsschwerpunkte sind vor allem die mittelalterliche Handelsgeschichte Norwegens in Verbindung mit der Rechts-, Stadt- und Regionalgeschichte sowie der maritimen Kulturgeschichte des südlichen Norwegens. Seit Beginn der 2010er Jahre hat Norseng sich zudem intensiv der Erforschung der norwegischen Natureisproduktion und des Natureishandels gewidmet. Aus dieser Forschung ist inzwischen ein vom Norwegischen Forschungsrat (Norges forskningsråd) unmittelbar finanziertes internationales Forschungsprojekt erwachsen, das unter dem Titel „de siste istid / the last ice-age / die letzte Eiszeit“ die Geschichte des Handels mit Natureis aber vor allem auch dessen Abhängigkeit von Klimaveränderungen erforscht. Die internationalen Partner in dem Projekt sind die University of Hull in Großbritannien und die Old Dominion University in den USA.

## Veröffentlichungen (Auswahl)
- (mit Arnved Nedkvitne): Byen under Eikaberg. Fra byens oppkomst til 1536. Oslos historie bind 1. Oslo: Cappelen 1991, ISBN 82-02-09141-1.
- Universitetet stengt. Oslo: Oslo Universitetsforlag 1994, ISBN 82-00-03918-8.
- (mit Arnved Nedkvitne): Middelalderbyen ved Bjørvika. Oslo 1000-1536. Oslo: Cappelen 2000, ISBN 82-02-19100-9.
- (med Ellen Anne Pedersen og Frans-Arne Stylegar): Øst for Folden. Østfolds historie bind. 1 (2003)
- (med med Svenn G. Eliassen): I Borgarsysle. Østfolds historie bind 2 (2005)
- Mennesket og havet 2020. Arbok for Norsk Maritimt Museum. Trondheim: Museumsforlaget AS 2020. ISBN 978-82-8305-095-0.